# TJ Vlčnov
Tělovýchovná jednota Vlčnov je český fotbalový klub z Vlčnova, který byl založen roku 1930. Od sezony 2020/21 hraje v  I. B třídě Zlínského kraje – sk. C (7. nejvyšší soutěž).
Největším úspěchem klubu je vítězství v přeboru ČSR v odvětví Sokol (vesnická tělovýchova) v roce 1955 a účast ve třech ročnících nejvyšší krajské soutěže (1963/64, 1964/65 a 1965/66), z čehož první dvě sezony byly třetiligové.

## Slavní hráči
- Ikonou klubu byl Alois Josefík (11. března 1929 – 14. února 1981), který byl roku 1973 vyhlášen nejlepším hráčem kopané v historii oddílu[7] a v roce 2000 posmrtně i vlčnovskou sportovní osobností století.[1][8]

- Prvním rodilým Vlčnovanem, který si zahrál nejvyšší soutěž, byl František Buráň (4. prosince 1938 – 9. března 2002).[1][7][8]

- K výrazným osobnostem patřil i Karel Moštěk (30. dubna 1938 – 5. listopadu 1984), který s výjimkou sezony 1965/66, kdy hrál 2. ligu za Spartak Hradišťan Uherské Hradiště, nastupoval jen ve vlčnovském dresu.[1] Později se stal funkcionářem a od roku 1978 až do první poloviny dubna 1982 byl také předsedou oddílu a celé TJ.[9][10][11][12][13][14]

- Ke konci kariéry zde nastupovali mj. bývalí prvoligoví hráči Jan Matuštík, Václav Uhlíř či Jan Palinek.

## Historické názvy
Zdroj: 
- 1930 – SK Vlčnov (Sportovní klub Vlčnov)
- 1949 – JTO Sokol Vlčnov (Jednotná tělovýchovná organisace Sokol Vlčnov)
- 1953 – DSO Sokol Vlčnov (Dobrovolná sportovní organisace Sokol Vlčnov)
- 1956 – TJ Sokol Vlčnov (Tělovýchovná jednota Sokol Vlčnov)
- 1960 – TJ Družstevník Vlčnov (Tělovýchovná jednota Družstevník Vlčnov)
- 1967 – TJ Vlčnov (Tělovýchovná jednota Vlčnov)
- 2016 – TJ Vlčnov, z. s. (Tělovýchovná jednota Vlčnov, zapsaný spolek)[2]

## Stručná historie kopané ve Vlčnově
Fotbal se ve Vlčnově hrával už na konci 20. let 20. století, kopaná se sem rozšířila z Uherského Brodu vlčnovským studentstvem. Organizovaně se začalo v roce 1930, na čemž měl zásluhu Karel Šenk, který hrával fotbal na vojně a ve Vlčnově ho propagoval. Kromě cvičení v Sokole a Orlu byla kopaná jediným sportem v obci. Hrála se pouze přátelská utkání, domácí zápasy však navštěvovalo i 200 diváků. Na utkání mimo Vlčnov se jezdilo na kolech nebo vozech, do blízkosti se chodilo pěšky.
V roce 1932 bylo mužstvo přihlášeno do Hameleho župy, kde hrálo s mužstvy Bojkovic, Havřic, Kostelan, Hluku, Kunovic či Strání. Hrálo se v modrých dresech s bílým límečkem, označených na prsou velkým písmenem „V“ kombinovaným s nápisem SK. V letech 1934 – 1939 se soupeřilo s mužstvy Bojkovic, Luhačovic, Kostelan, Strání, Starého Města, Ostrožské Nové Vsi, Dolního Němčí, Slavičína, Traplic a Uherského Ostrohu.
Od roku 1954 hrálo mužstvo na krajské úrovni. V roce 1955 bylo založeno „B“ mužstvo.
Největší úspěch mládežnické kopané přišel v sezoně 1970/71, kdy se dorost účastnil Středomoravského župního přeboru.
Na konci sezony 1985/86 sestoupilo „A“ mužstvo do Okresního přeboru Uherskohradišťska. Výkonnostní útlum pokračoval až do počátku 3. tisíciletí, v sezoně 2007/08 vyvrcholil poprvé v historii klubu sestupem do nejnižší soutěže.
Charakteristickým rysem vlčnovské kopané byly místní rodinné klany Křapů a Koníčků. Byly doby, kdy v „A“ mužstvu hrálo v jednom utkání až 8 hráčů z obou těchto rozvětvených rodin. Dalšími fotbalovými rody byli Josefíkové, Mošťkové či Kuželové.

### Zajímavosti
Za druhé světové války se ve Vlčnově skrýval Ota Hemele. S Aloisem Josefíkem se přátelil Josef Masopust, který do Vlčnova poprvé zavítal v roce 1961 jako hráč Dukly Praha k přátelskému zápasu a později se sem při různých příležitostech vracel – v úterý 10. dubna 1979 zde vedl v přátelském utkání Zbrojovku Brno, v sobotu 19. února 2000 se osobně účastnil vyhlašování ankety o vlčnovskou sportovní osobnost století.

## Milníky vlčnovské kopané

### Rok 1930
V prvním registrovaném mužstvu SK Vlčnov nastupovali tito hráči: Augustin Hrbáček – Jakub Vaculík, Jan Daněk, Vincenc Chovánek, Josef Prachař, Karel Šenk, Josef Zábrana, Jan Vacula, Antonín Volf, Karel Klabačka, Jan Klabačka a Václav Jiříčka.

### Rok 1955
V roce 1955 se vlčnovští stali nejlepším moravským mužstvem v odvětví Sokol a probojovali se tak do celorepublikového finále, které se konalo v Jacovcích (Nitranský kraj, okres Topoľčany) od čtvrtku 17. do pondělí 21. listopadu 1955. Bojovali zde se Sokolem Rozhovice (Pardubický kraj), Sokolem Říčany (Pražský kraj) a pořadatelským oddílem, nejlepším mužstvem Slovenska. „Vlčnovjané“ zvítězili ve všech třech utkáních a stali se – podle původních pravidel – československými přeborníky.

#### Konečná tabulka
| Poř. | Tým             | Z | V | R | P | VG | OG | B |
| ---- | --------------- | - | - | - | - | -- | -- | - |
| 1.   | Sokol Vlčnov    | 3 | 3 | 0 | 0 | 12 | 6  | 6 |
| 2.   | Sokol Jacovce   | 3 | 1 | 1 | 1 | 5  | 5  | 3 |
| 3.   | Sokol Rozhovice | 3 | 1 | 0 | 2 | 7  | 8  | 2 |
| 4.   | Sokol Říčany    | 3 | 0 | 1 | 2 | 4  | 9  | 1 |

#### Jednotlivé výsledky
Vlčnov – Rozhovice 4:3 (1:2), branky Vlčnova: Alois Josefík 2 a Karel Ančinec 2.
Vlčnov – Jacovce 4:3 (2:2), branky Vlčnova: Alois Josefík 2, Antonín Křapa a Karel Moštěk.
Vlčnov – Říčany 4:0 (2:0), branky Karel Ančinec 2, Jan Křapa a Karel Moštěk.

#### Vítězné mužstvo
Vladislav Moštěk, Zdeněk Ulčík – Jan Mikulec, Karel Ančinec (4 góly na závěrečném turnaji), František Křapa, František Ulčík, František Zemek, Karel Moštěk (2), František Ančinec, Miroslav Koníček, Alois Josefík (4), Antonín Křapa (1) a Jan Křapa (1).
Ústřední sekce kopané však rozhodla o dalším soupeři v boji o titul v odvětví Sokol, jímž bylo tehdejší nejlepší mužstvo Břeclavska, a sice druholigový Sokol Lanžhot. Utkání se hrálo na neutrální půdě v Kunovicích v pátek 25. listopadu 1955. Před zraky 500 diváků většinou z Vlčnova vyhrál Sokol Vlčnov 3:2 (2:1), když autory branek byli Karel Ančinec, Antonín Křapa a Miroslav „Lájoš“ Koníček. Brankář Zdeněk Ulčík dokonce kryl pokutový kop.
Sestava: Zdeněk Ulčík – František Ančinec, František Křapa, Josef Křivda, František Ulčík, Josef Křapa, Karel Moštěk, Miroslav Koníček, Alois Josefík, Antonín Křapa, Karel Ančinec.

### První polovina 60. let
V sezoně 1962/63 vlčnovští zvítězili v I. třídě Jihomoravského kraje – sk. D a postoupili na tři sezony do nejvyšší krajské soutěže (1963/64, 1964/65 a 1965/66), z čehož první dvě sezony byly třetiligové.
Tehdejší mužstvo nastupovalo ve složení: Antonín Koníček (brankář) – Josef Koníček, Antonín Křapa I. („Ben Barek“, dle Larbiho Benbarka), Karel Ančinec, Antonín Křapa II. („Tonyš Popovský“), František Koníček, Stanislav Červenka (otec Bronislava Červenky), Jan Křapa, Alois Josefík, Stanislav Flekač, Karel Moštěk, Miroslav Kužela, Karel Mikulec, Jaroslav Koníček, Josef Zemek, František Pavelčík, František Křapa, Josef Buráň (bratr Františka Buráně) a Josef Pestl (brankář). Mužstvo vedl Zdeněk Lacina.

## Zázemí klubu
Původně se hrálo na louce na dolním konci Vlčnova, kde bylo také dobrovolníky vybudováno první hřiště. Za války bylo hřiště opraveno. Na tomto hřišti – zvaném „pod Bočky“ – se hrálo až do roku 1967. Sloužilo i jako kulturní centrum obce, byly zde např. promítány filmy a pravidelně zde končila Jízda králů.
Nový stadion se začal stavět 7. ledna 1960. V neděli 10. září 1967 se hrál 1. zápas na novém hřišti u Hřbitova s nivnickými fotbalisty, utkání skončilo nerozhodně 1:1. Hřiště se nachází ve sportovním areálu TJ Vlčnov a má rozměry 105 x 79 metrů.

## Umístění v jednotlivých sezonách
Zdroje: 
Stručný přehled
- 1953: II. třída okresu Uherský Brod
- 1954: Krajská soutěž – sk. jih
- 1955–1959: I. B třída Gottwaldovského kraje – sk. jih
- 1959–1960: I. A třída Gottwaldovského kraje
- 1960–1963: I. třída Jihomoravského kraje – sk. D
- 1963–1966: Jihomoravský krajský přebor
- 1966–1967: I. A třída Jihomoravské oblasti – sk. B
- 1967–1969: I. B třída Jihomoravské oblasti – sk. C
- 1969–1972: I. A třída Středomoravské župy – sk. B
- 1972–1973: I. A třída Jihomoravského kraje – sk. C
- 1973–1979: I. B třída Jihomoravského kraje – sk. F
- 1979–1980: I. B třída Jihomoravského kraje – sk. D
- 1980–1982: I. A třída Jihomoravského kraje – sk. B
- 1982–1983: I. B třída Jihomoravského kraje – sk. C
- 1983–1986: Jihomoravská krajská soutěž I. třídy – sk. F
- 1986–1991: Okresní přebor Uherskohradišťska
- 1991–1997: I. B třída Středomoravské župy – sk. C
- 1997–2008: Okresní soutěž Uherskohradišťska
- 2008–2009: Základní třída Uherskohradišťska – sk. B
- 2009–2013: Okresní přebor Uherskohradišťska
- 2013–2015: I. B třída Zlínského kraje – sk. C
- 2015–2017: I. A třída Zlínského kraje – sk. B
- 2017–2020: Okresní přebor Uherskohradišťska
- 2020–: I. B třída Zlínského kraje – sk. C

Jednotlivé ročníky
Legenda: Z – zápasy, V – výhry, R – remízy, P – porážky, VG – vstřelené góly, OG – obdržené góly, +/− – rozdíl skóre, B – body, červené podbarvení – sestup, zelené podbarvení – postup, fialové podbarvení – reorganizace, změna skupiny či soutěže
| Československo (1953 – 1993) |                                              |        |    |     |       |     |     |     |     |    |        |
| Sezóny                       | Liga                                         | Úroveň | Z  | V   | R     | P   | VG  | OG  | +/− | B  | Pozice |
| 1953                         | II. třída okresu Uherský Brod                | 5      | 18 | 15  | 2     | 1   | 89  | 19  | +70 | 32 | 1.     |
| 1954                         | Krajská soutěž – sk. jih                     | 4      | 18 | 7   | 2     | 9   | 38  | 51  | −13 | 16 | 6.     |
| 1955                         | I. B třída Gottwaldovského kraje – sk. jih   | 5      | 22 | 12  | 3     | 7   | 79  | 52  | +27 | 27 | 4.     |
| 1956                         | I. B třída Gottwaldovského kraje – sk. jih   | 5      | 22 | 13  | 2     | 7   | 78  | 49  | +29 | 28 | 2.     |
| 1957/58                      | I. B třída Gottwaldovského kraje – sk. jih   | 5      | 33 | 24  | 3     | 6   | 116 | 67  | +49 | 51 | 2.     |
| 1958/59                      | I. B třída Gottwaldovského kraje – sk. jih   | 5      | 22 | 16  | 3     | 3   | 71  | 29  | +42 | 35 | 1.     |
| 1959/60                      | I. A třída Gottwaldovského kraje             | 4      | 22 | 13  | 2     | 7   | 46  | 34  | +12 | 28 | 3.     |
| 1960/61                      | I. třída Jihomoravského kraje – sk. D        | 4      | 26 | 14  | 2     | 10  | 57  | 45  | +12 | 30 | 5.     |
| 1961/62                      | I. třída Jihomoravského kraje – sk. D        | 4      | 26 | 11  | 5     | 10  | 47  | 46  | +1  | 27 | 7.     |
| 1962/63                      | I. třída Jihomoravského kraje – sk. D        | 4      | 26 | 17  | 5     | 4   | 71  | 29  | +42 | 39 | 1.     |
| 1963/64                      | Jihomoravský krajský přebor                  | 3      | 26 | 11  | 2     | 13  | 45  | 66  | −21 | 24 | 9.     |
| 1964/65                      | Jihomoravský krajský přebor                  | 3      | 26 | 9   | 5     | 12  | 33  | 51  | −22 | 23 | 10.    |
| 1965/66                      | Jihomoravský oblastní přebor                 | 4      | 26 | 9   | 3     | 14  | 45  | 56  | −11 | 21 | 13.    |
| 1966/67                      | I. A třída Jihomoravské oblasti – sk. B      | 5      | 26 | 9   | 5     | 12  | 48  | 58  | −10 | 23 | 12.    |
| 1967/68                      | I. B třída Jihomoravské oblasti – sk. C      | 6      | 26 | 11  | 6     | 9   | 45  | 41  | +4  | 28 | 4.     |
| 1968/69                      | I. B třída Jihomoravské oblasti – sk. C      | 6      | 26 | 12  | 3     | 11  | 37  | 54  | −17 | 27 | 7.     |
| 1969/70                      | I. A třída Středomoravské župy – sk. B       | 6      | 26 | 9   | 3     | 14  | 31  | 44  | −13 | 21 | 12.    |
| 1970/71                      | I. A třída Středomoravské župy – sk. B       | 6      | 26 | 9   | 5     | 12  | 32  | 45  | −13 | 23 | 11.    |
| 1971/72                      | I. A třída Středomoravské župy – sk. B       | 6      | 26 | 10  | 5     | 11  | 30  | 47  | −17 | 25 | 8.     |
| 1972/73                      | I. A třída Jihomoravského kraje – sk. C      | 6      | 26 | 3   | 5     | 18  | 26  | 74  | −48 | 11 | 14.    |
| 1973/74                      | I. B třída Jihomoravského kraje – sk. F      | 7      | 26 | 9   | 8     | 9   | 38  | 31  | +7  | 26 | 5.     |
| 1974/75                      | I. B třída Jihomoravského kraje – sk. F      | 7      | 26 | 8   | 8     | 10  | 35  | 38  | −3  | 24 | 12.    |
| 1975/76                      | I. B třída Jihomoravského kraje – sk. F      | 7      | 26 | 9   | 6     | 11  | 33  | 34  | −1  | 24 | 10.    |
| 1976/77                      | I. B třída Jihomoravského kraje – sk. F      | 7      | 26 | 10  | 3     | 13  | 29  | 43  | −14 | 23 | 10.    |
| 1977/78                      | I. B třída Jihomoravského kraje – sk. F      | 6      | 26 | 9   | 8     | 9   | 37  | 43  | −6  | 26 | 10.    |
| 1978/79                      | I. B třída Jihomoravského kraje – sk. F      | 6      | 26 | 13  | 4     | 9   | 47  | 29  | +22 | 30 | 3.     |
| 1979/80                      | I. B třída Jihomoravského kraje – sk. D      | 6      | 30 | 19  | 8     | 3   | 60  | 24  | +36 | 46 | 1.     |
| 1980/81                      | I. A třída Jihomoravského kraje – sk. B      | 5      | 30 | 9   | 9     | 12  | 38  | 53  | −15 | 27 | 10.    |
| 1981/82                      | I. A třída Jihomoravského kraje – sk. B      | 6      | 29 | 9   | 5     | 15  | 37  | 54  | −17 | 23 | 15.    |
| 1982/83                      | I. B třída Jihomoravského kraje – sk. C      | 7      | 30 | ... | ...   | ... | ... | ... | ... | 30 | 10.    |
| 1983/84                      | Jihomoravská krajská soutěž I. třídy – sk. F | 6      | 26 | 11  | 6     | 9   | 34  | 36  | −2  | 28 | 6.     |
| 1984/85                      | Jihomoravská krajská soutěž I. třídy – sk. F | 6      | 26 | 12  | 5     | 9   | 32  | 26  | +6  | 29 | 4.     |
| 1985/86                      | Jihomoravská krajská soutěž I. třídy – sk. F | 6      | 26 | 6   | 3     | 17  | 29  | 57  | −28 | 15 | 14.    |
| 1986/87                      | Okresní přebor Uherskohradišťska             | 8      | 25 | 10  | 8     | 7   | 37  | 30  | +7  | 28 | 3.     |
| 1987/88                      | Okresní přebor Uherskohradišťska             | 8      | 26 | ... | ...   | ... | ... | ... | ... | 28 | 4.     |
| 1988/89                      | Okresní přebor Uherskohradišťska             | 8      | 26 | 8   | 7     | 11  | 32  | 39  | −7  | 23 | 12.    |
| 1989/90                      | Okresní přebor Uherskohradišťska             | 8      | 26 | 12  | 7     | 7   | 42  | 32  | +10 | 31 | 4.     |
| 1990/91                      | Okresní přebor Uherskohradišťska             | 8      | 26 | 16  | 5     | 5   | 53  | 23  | +30 | 37 | 1.     |
| 1991/92                      | I. B třída Středomoravské župy – sk. C       | 7      | 26 | 16  | 1     | 9   | 61  | 41  | +20 | 33 | 2.     |
| 1992/93                      | I. B třída Středomoravské župy – sk. C       | 7      | 26 | 17  | 3     | 6   | 67  | 28  | +39 | 37 | 2.     |
| Česko (1993 – )              |                                              |        |    |     |       |     |     |     |     |    |        |
| Sezóna                       | Liga                                         | Úroveň | Z  | V   | R     | P   | VG  | OG  | +/− | B  | Pozice |
| 1993/94                      | I. B třída Středomoravské župy – sk. C       | 7      | 26 | 9   | 6     | 11  | 32  | 41  | −9  | 24 | 7.     |
| 1994/95                      | I. B třída Středomoravské župy – sk. C       | 7      | 26 | 12  | 7     | 7   | 49  | 40  | +9  | 43 | 4.     |
| 1995/96                      | I. B třída Středomoravské župy – sk. C       | 7      | 26 | 9   | 6     | 11  | 31  | 32  | −1  | 33 | 9.     |
| 1996/97                      | I. B třída Středomoravské župy – sk. C       | 7      | 26 | 6   | 2     | 18  | 27  | 67  | −40 | 20 | 14.    |
| 1997/98                      | Okresní přebor Uherskohradišťska             | 8      | 26 | 9   | 4     | 13  | 37  | 49  | −12 | 31 | 10.    |
| 1998/99                      | Okresní přebor Uherskohradišťska             | 8      | 26 | 7   | 9     | 10  | 33  | 41  | −8  | 30 | 11.    |
| 1999/00                      | Okresní přebor Uherskohradišťska             | 8      | 26 | 9   | 6     | 11  | 30  | 37  | −7  | 33 | 9.     |
| 2000/01                      | Okresní přebor Uherskohradišťska             | 8      | 26 | 9   | 3     | 14  | 38  | 55  | −17 | 30 | 12.    |
| 2001/02                      | Okresní přebor Uherskohradišťska             | 8      | 26 | 8   | 6     | 12  | 21  | 49  | −28 | 30 | 10.    |
| 2002/03                      | Okresní přebor Uherskohradišťska             | 8      | 26 | 6   | 11    | 9   | 38  | 45  | −7  | 30 | 11.    |
| 2003/04                      | Okresní přebor Uherskohradišťska             | 8      | 26 | 11  | 7     | 8   | 47  | 47  | 0   | 40 | 6.     |
| 2004/05                      | Okresní přebor Uherskohradišťska             | 8      | 26 | 2   | 5     | 19  | 26  | 81  | −55 | 11 | 14.    |
| 2005/06                      | Okresní soutěž Uherskohradišťska             | 9      | 26 | 8   | 5     | 13  | 44  | 62  | −18 | 29 | 11.    |
| 2006/07                      | Okresní soutěž Uherskohradišťska             | 9      | 26 | 8   | 1     | 17  | 48  | 81  | −33 | 25 | 12.    |
| 2007/08                      | Okresní soutěž Uherskohradišťska             | 9      | 26 | 5   | 8     | 13  | 35  | 60  | −25 | 23 | 13.    |
| 2008/09                      | Základní třída Uherskohradišťska – sk. B     | 10     | 22 | 19  | 1     | 2   | 98  | 30  | +68 | 58 | 1.     |
| 2009/10                      | Okresní soutěž Uherskohradišťska             | 9      | 26 | 20  | 1     | 5   | 67  | 23  | +44 | 61 | 1.     |
| 2010/11                      | Okresní přebor Uherskohradišťska             | 8      | 26 | 12  | 6     | 8   | 45  | 36  | +9  | 42 | 5.     |
| 2011/12                      | Okresní přebor Uherskohradišťska             | 8      | 26 | 11  | 3     | 12  | 53  | 54  | −1  | 36 | 7.     |
| 2012/13                      | Okresní přebor Uherskohradišťska             | 8      | 26 | 17  | 3     | 6   | 70  | 36  | +34 | 54 | 2.     |
| 2013/14                      | I. B třída Zlínského kraje – sk. C           | 7      | 26 | 9   | 5     | 12  | 46  | 57  | −11 | 32 | 7.     |
| 2014/15                      | I. B třída Zlínského kraje – sk. C           | 7      | 26 | 18  | 4 / 1 | 3   | 65  | 32  | +33 | 63 | 1.     |
| 2015/16                      | I. A třída Zlínského kraje – sk. B           | 6      | 26 | 14  | 0 / 3 | 9   | 46  | 42  | +4  | 45 | 6.     |
| 2016/17                      | I. A třída Zlínského kraje – sk. B           | 6      | 26 | 10  | 2 / 2 | 12  | 35  | 51  | −16 | 36 | 9.     |
| 2017/18                      | Okresní přebor Uherskohradišťska             | 8      | 26 | 9   | 5     | 12  | 41  | 65  | −24 | 32 | 10.    |
| 2018/19                      | Okresní přebor Uherskohradišťska             | 8      | 26 | 11  | 3     | 12  | 57  | 59  | −2  | 36 | 7.     |
| 2019/20                      | Okresní přebor Uherskohradišťska             | 8      | 13 | 10  | 2     | 1   | 34  | 12  | +22 | 32 | 2.     |
| 2020/21                      | I. B třída Zlínského kraje – sk. C           | 8      | 11 | 2   | 1 / 1 | 4   | 14  | 15  | –1  | 9  | 11.    |
| 2021/22                      | I. B třída Zlínského kraje – sk. C           | 8      | 26 | 5   | 8     | 13  | 44  | 74  | –30 | 23 | 12.    |
| 2022/23                      | I. B třída Zlínského kraje – sk. C           | 8      | 26 | 9   | 6     | 11  | 49  | 55  | −6  | 33 | 9.     |
| 2023/24                      | I. B třída Zlínského kraje – sk. C           | 8      | 26 | 5   | 8     | 13  | 31  | 53  | −22 | 23 | 13.    |
| 2024/25                      | I. B třída Zlínského kraje – sk. C           | 8      | 23 | 8   | 4     | 11  | 52  | 55  | −3  | 28 | 8.     |

Poznámky:
- 1981/82: Chybí výsledek posledního zápasu.[41]
- 1986/87: Chybí výsledek 1 utkání.[18]
- 2012/13: Postoupilo taktéž vítězné mužstvo Fotbal Kunovice.[65]
- 2014/15: Od této sezony až do sezony 2020/21 se hrálo ve Zlínském kraji tímto způsobem: Pokud zápas skončil nerozhodně, kopal se penaltový rozstřel. Jeho vítěz bral 2 body, poražený pak jeden bod. Za výhru po 90 minutách byly 3 body, za prohru po 90 minutách nebyl žádný bod.
- 2016/17: Po sezoně se klub přihllásil o dvě soutěže níže.[66][67]
- 2019/20 a 2020/21: Tyto sezony byly ukončeny předčasně z důvodu pandemie covidu-19 v Česku.

## TJ Vlčnov „B“
TJ Vlčnov „B“ byl rezervním týmem Vlčnova, který byl založen v roce 1945 a pohyboval se v okresních soutěžích. Po sezoně 2016/17 bylo B-mužstvo zrušeno v souvislosti s pádem A-mužstva do okresních soutěží.

### Umístění v jednotlivých sezonách
Legenda: Z – zápasy, V – výhry, R – remízy, P – porážky, VG – vstřelené góly, OG – obdržené góly, +/− – rozdíl skóre, B – body, červené podbarvení – sestup, zelené podbarvení – postup, fialové podbarvení – reorganizace, změna skupiny či soutěže
| Československo (1966 – 1993)                                    |                                            |        |                                                                   |                                                                   |                                                                   |                                                                   |                                                                   |                                                                   |                                                                   |                                                                   |                                                                   |                                                                   |                                                                   |
| Sezóny                                                          | Liga                                       | Úroveň | Z                                                                 | V                                                                 | R                                                                 | P                                                                 | VG                                                                | OG                                                                | +/–                                                               | B                                                                 | Pozice                                                            |                                                                   |                                                                   |
| 1966/67                                                         | III. třída okresu Uherské Hradiště – sk. B | 8      | 22                                                                | 8                                                                 | 5                                                                 | 9                                                                 | 37                                                                | 53                                                                | −16                                                               | 21                                                                | 8.                                                                |                                                                   |                                                                   |
| 1967/68                                                         | III. třída okresu Uherské Hradiště – sk. B | 8      | 22                                                                | ...                                                               | ...                                                               | ...                                                               | ...                                                               | ...                                                               | ...                                                               |                                                                   |                                                                   |                                                                   |                                                                   |
| 1968/69                                                         | III. třída okresu Uherské Hradiště – sk. B | 8      | 22                                                                | 3                                                                 | 1                                                                 | 16                                                                | 20                                                                | 80                                                                | −60                                                               | 7                                                                 | 12.                                                               |                                                                   |                                                                   |
| …                                                               |                                            |        |                                                                   |                                                                   |                                                                   |                                                                   |                                                                   |                                                                   |                                                                   |                                                                   |                                                                   |                                                                   |                                                                   |
| 1987/88                                                         | IV. třída okresu Uherské Hradiště – sk. B  | 10     | 22                                                                | 5                                                                 | 5                                                                 | 12                                                                | 42                                                                | 77                                                                | −35                                                               | 15                                                                | 8.                                                                |                                                                   |                                                                   |
| 1988/89                                                         | IV. třída okresu Uherské Hradiště – sk. B  | 10     | 22                                                                | 7                                                                 | 2                                                                 | 13                                                                | 36                                                                | 72                                                                | −36                                                               | 16                                                                | 9.                                                                |                                                                   |                                                                   |
| 1989/90                                                         | IV. třída okresu Uherské Hradiště – sk. B  | 10     | 22                                                                | 11                                                                | 5                                                                 | 6                                                                 | 52                                                                | 44                                                                | +8                                                                | 27                                                                | 5.                                                                |                                                                   |                                                                   |
| 1990/91                                                         | IV. třída okresu Uherské Hradiště – sk. B  | 10     | 24                                                                | 12                                                                | 3                                                                 | 9                                                                 | 44                                                                | 50                                                                | −6                                                                | 27                                                                | 5.                                                                |                                                                   |                                                                   |
| 1991/92                                                         | IV. třída okresu Uherské Hradiště – sk. B  | 10     | 22                                                                | ...                                                               | ...                                                               | ...                                                               | ...                                                               | ...                                                               | ...                                                               |                                                                   |                                                                   |                                                                   |                                                                   |
| ...                                                             |                                            |        |                                                                   |                                                                   |                                                                   |                                                                   |                                                                   |                                                                   |                                                                   |                                                                   |                                                                   |                                                                   |                                                                   |
| Česko (1993 – 2017)                                             |                                            |        |                                                                   |                                                                   |                                                                   |                                                                   |                                                                   |                                                                   |                                                                   |                                                                   |                                                                   |                                                                   |                                                                   |
| Sezóny                                                          | Liga                                       | Úroveň | Z                                                                 | V                                                                 | R                                                                 | P                                                                 | VG                                                                | OG                                                                | +/–                                                               | B                                                                 | Pozice                                                            |                                                                   |                                                                   |
| ...                                                             |                                            |        |                                                                   |                                                                   |                                                                   |                                                                   |                                                                   |                                                                   |                                                                   |                                                                   |                                                                   |                                                                   |                                                                   |
| 1999/00                                                         | IV. třída okresu Uherské Hradiště          | 10     | 20                                                                | 4                                                                 | 4                                                                 | 12                                                                | 34                                                                | 71                                                                | −37                                                               | 16                                                                | 8.                                                                |                                                                   |                                                                   |
| 2000/01                                                         | IV. třída okresu Uherské Hradiště – sk. B  | 10     | 16                                                                | 4                                                                 | 1                                                                 | 11                                                                | 29                                                                | 60                                                                | −31                                                               | 13                                                                | 7.                                                                |                                                                   |                                                                   |
| 2001/02                                                         | IV. třída okresu Uherské Hradiště – sk. B  | 10     | 24                                                                | 7                                                                 | 5                                                                 | 12                                                                | 33                                                                | 42                                                                | −9                                                                | 26                                                                | 9.                                                                |                                                                   |                                                                   |
| 2002/03                                                         | IV. třída okresu Uherské Hradiště – sk. B  | 10     | 22                                                                | 13                                                                | 3                                                                 | 6                                                                 | 70                                                                | 37                                                                | +33                                                               | 42                                                                | 4.                                                                |                                                                   |                                                                   |
| 2003/04                                                         | IV. třída okresu Uherské Hradiště – sk. B  | 10     | 20                                                                | 5                                                                 | 2                                                                 | 13                                                                | 31                                                                | 63                                                                | −32                                                               | 17                                                                | 10.                                                               |                                                                   |                                                                   |
| 2004/05                                                         | IV. třída okresu Uherské Hradiště – sk. B  | 10     | B-mužstvo se odhlásilo ze soutěže a jeho výsledky byly anulovány. | B-mužstvo se odhlásilo ze soutěže a jeho výsledky byly anulovány. | B-mužstvo se odhlásilo ze soutěže a jeho výsledky byly anulovány. | B-mužstvo se odhlásilo ze soutěže a jeho výsledky byly anulovány. | B-mužstvo se odhlásilo ze soutěže a jeho výsledky byly anulovány. | B-mužstvo se odhlásilo ze soutěže a jeho výsledky byly anulovány. | B-mužstvo se odhlásilo ze soutěže a jeho výsledky byly anulovány. | B-mužstvo se odhlásilo ze soutěže a jeho výsledky byly anulovány. | B-mužstvo se odhlásilo ze soutěže a jeho výsledky byly anulovány. | B-mužstvo se odhlásilo ze soutěže a jeho výsledky byly anulovány. | B-mužstvo se odhlásilo ze soutěže a jeho výsledky byly anulovány. |
| V letech 2005–2014 nebylo B-mužstvo přihlášeno v žádné soutěži. |                                            |        |                                                                   |                                                                   |                                                                   |                                                                   |                                                                   |                                                                   |                                                                   |                                                                   |                                                                   |                                                                   |                                                                   |
| 2014/15                                                         | IV. třída okresu Uherské Hradiště – sk. B  | 10     | 21                                                                | 11                                                                | 1                                                                 | 9                                                                 | 44                                                                | 42                                                                | +2                                                                | 34                                                                | 4.                                                                |                                                                   |                                                                   |
| 2015/16                                                         | IV. třída okresu Uherské Hradiště – sk. B  | 10     | 18                                                                | 10                                                                | 5                                                                 | 3                                                                 | 44                                                                | 29                                                                | +13                                                               | 35                                                                | 2.                                                                |                                                                   |                                                                   |
| 2016/17                                                         | III. třída okresu Uherské Hradiště – sk. B | 9      | 22                                                                | 7                                                                 | 3                                                                 | 12                                                                | 47                                                                | 49                                                                | −2                                                                | 24                                                                | 7.                                                                |                                                                   |                                                                   |